# Ewhenyja Schypkowa
Ewhenyja Schypkowa (ukrainisch Евгения Шипкова, englische Transkription: Ievgeniia Shchypkova; heute Ewhenyja Bajewa; * 15. August 1987 in Saporischschja, USSR) ist eine ukrainische Beachvolleyballspielerin.

## Karriere
2015 bildete Schypkowa ein Duo mit Walentyna Dawidowa. Nach zwei zweiten Plätzen bei den nationalen Turnieren in Prymorsk und Koropove  wurden Dawidowa/Schypkowa bei den EEVZA-Turnieren Fünfte in Batumi und Vierte in Riga. Dazwischen kamen sie bei den Antalya Open der World Tour 2015 auf den 17. Platz. Die World Tour 2016 begannen sie mit zweistelligen Ergebnissen bei den Open-Turnieren in Sotschi und Antalya sowie einem siebten Rang beim CEV-Satellite in Ankara. Danach gewannen sie die vier EEVZA-Turniere in Moskau, Maladsetschna, Jūrmala und Batumi sowie das Satellite-Turnier in Vilnius. Beim CEV-Masters in Jūrmala wurden sie Fünfte. Die ukrainische Meisterschaft des Jahres 2016 beendeten sie auf der obersten Stufe des Podests.
Auf der World Tour 2017 kamen Dawidowa/Schypkowa beim Vier-Sterne-Turnier in Rio de Janeiro auf den neunten Rang. Nach zwei 25. Plätzen bei den Drei-Sterne-Turnieren in Moskau und Den Haag wurden sie Fünfte des CEV-Masters in Baden. Die höchstbewerteten Turniere in Poreč und Gstaad beendeten sie jeweils auf dem 17. Platz, bevor sie beim CEV-Masters in Alanya wieder Fünfte wurden. Über die Weltrangliste qualifizierten sie sich für die Weltmeisterschaft 2017 in Wien.